# Восточный (Рязанская область)
Восточный — посёлок в Пронском районе Рязанской области России. Входит в состав Октябрьского сельского поселения.

## История
В 1992 г. указом ПВС РФ поселок центральной усадьбы совхоза «Семеновский» переименован в Восточный.

## Население
| 2010 |
| ---- |
| 211  |